# Пакт Бріана — Келлоґа
Пакт Бріана — Келлоґа (англ. Kellogg–Briand Pact), відомий також як Паризький пакт та офіційно Загальний договір про відмову від війни як інструменту національної політики — міжнародна угода про відмову від війни, як знаряддя національної політики. Підписана 27 серпня 1928 року в Парижі 15 державами. Угода отримала назву за іменами ініціаторів — міністра закордонних справ Французької республіки Арістида Бріана та держсекретаря США Френка Келлоґа.
Угоду було підписано поза рамками Ліги Націй спочатку 15 (Австралія, Бельгія, Велика Британія, Ірландія, Індія, Італія, США, Франція, Німеччина, Канада, Нова Зеландія, ПАР, Польща, Чехословаччина та Японія), а згодом ще 47 державами. Її ратифікували у багатьох країнах, зокрема в США, Французькій республіці, Великій Британії, Німецькій Державі, Королівстві Італія, Японській імперії, Радянському Союзі. Угода стала найбільш масштабним актом в рамках миротворчих ініціатив після Першої світової війни. 
У деяких країнах, наприклад США, вона залишається чинною й досі (станом на 2020). Але вона все одно не вберегла світ від війни.